# Lauren Storm
Lauren Marlene Storm (ur. 2 stycznia 1987 w Chicago) – amerykańska aktorka, znana głównie z roli Taylor w serialu Zagubieni z lotu 29.
Mając 11 lat, zaczęła pracować jako modelka. W wieku 16 lat ukończyła Excelsior School w Los Angeles.